# Андреевка (Варваровский сельский совет)
Андреевка (укр. Андріївка) — село,
Варваровский сельский совет,
Синельниковский район,
Днепропетровская область,
Украина.
Код КОАТУУ — 1224880502. Население по переписи 2001 года составляло 342 человека.

## Географическое положение
Село Андреевка находится на правом берегу реки Плоская Осокоровка,
выше по течению на расстоянии в 1 км расположено село Осокоровка,
ниже по течению на расстоянии в 0,5 км расположено село Александрополь,
на противоположном берегу — село Терновка (Вольнянский район).
Через село проходит автомобильная дорога М-18 (E 105).